# ファミスタシリーズ
ファミスタシリーズ（Famista Series）は、バンダイナムコエンターテインメント（以下“ BNEI ”）が販売している日本の家庭用コンピュータゲーム用シリーズ。ジャンルは野球ゲーム。2016年（平成28年）にはシリーズ30周年を迎え、累計シリーズは50作品以上、シリーズ累計販売本数は1,500万本を突破している。
発売元となる企業は合併などで幾度も名称を変えており、初作から2006年（平成18年）3月31日まではナムコ（旧）。その後「バンダイナムコゲームス ナムコレーベル」→「バンダイナムコゲームス（NBGI）」→「バンダイナムコエンターテインメント」となる（法人格そのものは継承され続けている。開発会社などの推移など、より詳しくは#作品概要・#作品一覧を参照）。これ以降は発売当時の企業名で記載し、“ 現・〜”の記述は省略した。

## シリーズ概要
1986年（昭和61年）12月10日にナムコが発売したファミリーコンピュータ（ファミコン）用ソフト『プロ野球ファミリースタジアム』（以下、初代ファミスタ）を第1作とする。

### シリーズ名について
「ファミスタ」の名称は当初「ファミリースタジアム」の略称として使用されており、シリーズ名を『ファミリースタジアムシリーズ（Family Stadium Series）』と呼ぶ場合もある。1989年発売の『ファミスタ'89 開幕版!!』以降は正式タイトルとして「ファミスタ」が使用されるようになった。
同作品の続編や他の機種・媒体への移植作品等も総称して『ファミスタシリーズ』と呼ばれるが、機種・媒体によっては他のナムコのスポーツゲーム同様『ワールドスタジアム』『ギアスタジアム』『ワンダースタジアム』のように「ファミリー」や「ファミ」を冠しない作品も存在する。そのため、全てに「スタジアム」が含まれていることから、『スタジアムシリーズ』と呼ばれることもある。本項では、それらの派生作品を含めたシリーズ全般についても解説する。
なお、旧ナムコではファミスタのほかにタイトルに「ファミリー」を冠したゲーム作品をジャンル問わずリリースしていた時期があり、それらはファミスタも含め『ファミリーシリーズ（Family Series）』と総称する場合もある。

### ゲーム内容・近年のリリース状況
日本プロ野球を題材とする作品である（一部除く。1992年（平成4年）より日本野球機構=NPB公認）。第1作目発売以降、主に任天堂製の家庭用ゲーム機において連綿と作り続けられている。他、ファミコンでの売り上げが好調だった事から任天堂以外のゲーム機やアーケードゲーム機においてもタイトルを微妙に変えた傍流作品が誕生、現在まで単発的に販売されつづけている。
なお、北米でも、異なるタイトルの作品が発売されている（#北米版参照）。
本シリーズは1986年から2003年（平成15年）まで17年連続でその年の日本プロ野球（NPB）のチーム・選手をもとにしたデータを使用した家庭用ゲーム機向け作品を発売し続けてきたが、2004年（平成16年）は新作が発売されず（ただし、全くの架空チームのみで構成された携帯電話アプリ版の配信は行われた）、年単位の連続発売記録は18年で止まった（旧ナムコ→NBGIの野球ゲームという括りで見れば、『熱チュー!プロ野球』→『ベースボールライブ』→『プロ野球 熱スタ』シリーズも含め、2011年まで継続）。
近年はニンテンドー3DSに3作品がリリースされたのち、2018年（平成30年）8月にNintendo Switch用ソフト『プロ野球 ファミスタ エボリューション』が発売された。

### 作品概要

#### 任天堂ゲーム機作品
据え置き機
ファミコンとスーパーファミコンで最新選手データ版が数作でた後、任天堂より新しいゲーム機が出るごとに1作品ずつ“ファミスタ”の名前を冠した作品がリリースされていたがWii Uではリリースされなかった。最新作は2020年9月17日発売の『プロ野球 ファミスタ 2020』（Nintendo Switch）。
アーケード
1作目から'88までのファミコン版3作品は、任天堂VS.システム版がリリースされている。アーケード版については、1コインでプレイできるイニング数が設定されており（イニング買取制）、試合を最後までプレイするためにはコンティニューが必須であった（1コイン未満の端数についてはサービスとして無料でプレイできた。例えば1コイン2イニング設定だと、6回終了時のコンティニューで7回 - 8回プラス端数の9回まで遊べたなど。ただし、内部的に時間をカウントしており、常識的なプレイでは問題ないが、意図的なプレイ遅延行為などをすると、規定時間を使い切ったところで追加コインを要求される）。その後1987年（昭和62年）、1988年（昭和63年）にも制作された後、『ワールドスタジアム』に移行するが、イニング買取制のシステムは継承された（シリーズ途中までは、1人用は「買い取り制ではなく、イニング終了時にCPUに負けている場合にゲームオーバーになる」設定も可能だった）。
携帯機
ゲームボーイで1990年にリリースされた『ファミスタ』以降、据え置き機同様に最新選手データ版が『ファミスタ3』まで出たのち、若干の空白を置いて『ナムコギャラリー Vol.2』に『ファミスタ4』が収録された。ゲームボーイアドバンスにおいては1作品（『ファミスタアドバンス』）にとどまったが、ニンテンドーDSでは2007年から2010年までの間に全3作品が発売された。ニンテンドー3DSでも2011年から2017年までの間に全3作品が発売された。

#### その他のゲーム機作品
1988年（昭和63年）から1990年代中頃、ナムコは当時続々と誕生していた任天堂以外のゲーム機に参入、グラフィックやゲームシステム的にはファミスタを受け継ぎながらもタイトルを変えた作品を多数リリースした。主なものは下記の通りとなっており、ほとんどの場合タイトルに“〜スタジアム”という文字がある事から、広義的にファミスタシリーズに加えられている。
- PCエンジン：『プロ野球ワールドスタジアム』（通称：ワースタ）
- ゲームギア：『ギアスタジアム』（通称：ギアスタ）
- プレイステーション：『ワールドスタジアムEX』
- ワンダースワン：『ワンダースタジアム』
- アーケードゲーム：『プロ野球ワールドスタジアム』『SUPERワールドスタジアム』

など。
アーケード版のワースタは1988年（昭和63年）から2001年までにわたり毎年新作を制作・稼働した。いずれもナムコ製のアーケードゲーム基板として製造された。このうち、1993年から1994年にわたって、『グレートスラッガーズ』という野球ゲームがリリースされたが、メインタイトルには“スタジアム”の文字は無いがサブタイトルには“ニューワールドスタジアム”と銘されていることから、一応“ファミスタシリーズ”の一作とみなされている。
プレイステーション2ではナムコはグラフィックのリアリティを重視した路線（『熱チュー!プロ野球』シリーズ、『ベースボールライブ2005』など）に変更したが、『プロ野球 熱スタ2006』および『2007』にはファミコン版ファミスタのグラフィックや操作方法を再現した「ファミスタモード」（チーム・選手データは『熱スタ』発売時の仕様）が収録された。

#### パソコン用作品
1988年（昭和63年）から1990年頃にかけて、PC-88VA、MSX2、X68000、FM TOWNSなどのパソコンで移植という形により発売された。
2006年（平成18年）8月、ウェブサイト「ハンゲーム」にWindowsシリーズ向けオンラインゲームとして『プロ野球ファミスタオンライン』を配信開始した。日本プロ野球12球団のチームおよびナムコスターズなど架空の隠しチームを使い、ネット上の他のプレイヤーと対戦する。試合操作はファミコン版ファミスタに近い物である。プレオープンを経て同年10月に本オープンした。基本料金は無料。本オープン後は選手はすぐに使用できずにスロットや課金ルーレットによって選手を獲得し、デッキを構築するシステムとなっている。選手データは毎年更新される。

#### 携帯電話アプリ・ソーシャルゲーム
2002年（平成14年）からは各携帯電話会社別にコンテンツ（携帯電話アプリゲーム）という形でファミスタのシリーズ作品供給を開始。J-スカイ（現：Yahoo!ケータイ）を皮切りにEZweb、i-modeへ配信を開始している。2010年には、モバゲーTOWN（現mobage）とハンゲ.jpで基本プレイ無料・アイテム課金制のソーシャルゲーム配信を開始した。

#### ゲームブック作品
1988年（昭和63年）から1990年（平成2年）にかけて、当時ファミコン版やゲームボーイ版の攻略本を発行していた双葉社が、本シリーズを題材としたゲームブックを発行していた。

#### 亜流系作品
1990年（平成2年）に業務用でリリースされた『球界道中記』は基本的なゲームシステムこそファミスタシリーズをある程度受け継いでいるが、ゲームキャラクターがほとんどすべて『妖怪道中記』のキャラクターを流用しているため、通常はファミスタシリーズには含めない亜流系の作品として扱われる事が多い。
2005年（平成17年）、プレイステーション版ワールドスタジアムの開発チーフ・ニンテンドー ゲームキューブ版ファミスタのプロデューサー小野泰を中心としたナムコの開発陣が、任天堂から発売されたニンテンドーゲームキューブ専用ソフト『スーパーマリオスタジアム ミラクルベースボール』の開発に関わった。
2007年（平成19年）12月20日発売のニンテンドーDS『ドラベース ドラマチック・スタジアム』はファミスタチームによる開発である。

## ゲームシステム
基本的に、打撃形式は野球盤に近く、投手はストレート、カーブ、シュート、フォークを使い分けることができる。打者はフォークを基本的に打てないが、見送ればボールとなる。ただし、落ちないこともある（球種としてはチェンジアップであるが、投げ分けられない。落ちやすさは投手による）。バッターはバッターボックス内を上下左右に、ピッチャーはマウンドを左右に移動して投球位置を決めることができ、これが投球コースの駆け引きを二次元空間で再現した形となっている。
『スーパーファミスタ4』など一部作品では、三次元視点による高低差の概念を導入している。そのため、上記システムとは若干異なる場合がある。
基本的な野球のルールにほぼ準じているが、作品によっては一部実際の運用と異なる扱いがなされることがある。特にファミコン版などでは複雑なルールは適用していない。具体例としては
- 四球がボールデッド扱いとなり、安全進塁権を得る対象でない走者が盗塁を企図していても元の塁に戻される。
- 2人以上走者がいる場合の飛球のリタッチについて、飛び出していた他の走者が戻れずに3アウト目を取られるより前にタッグアップ（帰塁）していない走者が本塁に到達していても得点が認められない（本来は本塁に到達した走者をアピールアウトにして第3アウトに置き換えないと得点が認められるケースであるが、後の走者をアウトにした時点でプレイ打ち切りとなり、得点も入らない。第4アウトを参照）。
- 打球を弾いて取り損ねることがある（エラー）が、飛球やライナーを落としても故意落球は適用されない。
- ファールゾーンのフェンスにボールを当てると失点がつく。
- インフィールドフライが適用されない（下記）。

などが挙げられる。

### インフィールドフライ
ファミスタシリーズには、元来インフィールドフライというルールが導入されていなかった。そのため、本来インフィールドが宣告されるケースにおいて、フライをわざと落球させてフォースアウトまたは併殺に追い込むことができる。
1992年のアーケード版『SUPERワールドスタジアム'92』で導入されて以降も、1996年（平成8年）発売の『ワールドスタジアムEX』で家庭用として初めて導入された一方、翌1997年発売の『ファミスタ64』など導入されない作品がある。
導入しない事について、『ファミスタ64』開発当時のインタビュー（1997年10月22日）で、企画者の川島健太郎は「難しいルールであるから、導入しない方が面白い」「（遊ぶ際の適用の是非については）プレイヤー同士で決めてほしい」という旨の発言を、シリーズ創始者であり同作品チーフディレクターの岸本好弘も適用の是非について「作り手が決める事じゃない」という発言をしている。

## チーム、選手
日本プロ野球をモデルにしたチームのほかに「ぴの」「ぎる」「ぱつく」（後に「ピノ」、「ギル」、「パック」の表記で登録）など、ナムコゲームのキャラクターの名を持つ選手による架空チーム「ナムコスターズ」も新規参入チームという設定で登場した。その他にもシリーズによってはセ・パのオールスターやメジャーリーグ選抜（ただし、非実名）、オリジナルの架空チームも登場する（往年の名選手の集まったチーム「プロスターズ」や野球漫画・アニメ作品関係に登場するキャラを元にしたチーム「アニメスターズ」、PCEワースタ'91で時代劇チーム、MSX2ではアイドルや女優のチームもある。SFC版ではかなりの数のチームが登場）。
また、初代ファミスタと'87年版とPCエンジン版ワールドスタジアム（PCEワースタ。ここでは1988年（昭和63年）発売の1作目を指す）には、パ・リーグの球団（西武ライオンズを除く）同士を連合させた以下の2チームが登場していた。
- 「フーズフーズ」- 食品会社を親会社に持つチームの連合。日本ハムファイターズ+ロッテオリオンズ。1973年にはこの2チーム（ただし、日本ハムは「日拓ホームフライヤーズ」）の合併が実際に計画されていた。この2チームは当時はパ・リーグの弱小球団であったが、現在は「地域密着」を掲げ、パ・リーグでも人気球団となっている。'87年版にはロッテをモデルにした隠しチーム「オリエンツ」（デモ画面のみに登場する）が存在した。また、PCEワースタではオリエンツは隠しチームではあるが独立した1チームとして登場する。ただし、グラフィックは白1色である。
- 「レイルウェイズ」- 関西の鉄道会社を親会社に持つチームの連合。近鉄バファローズ+南海ホークス+阪急ブレーブス。ただし、阪急は'87年版では独立した1チーム「ブラボーズ」となっている。現実のプロ野球でも、シーズンオフに開催されるパリーグ東西対抗で西軍が親会社が変わりつつも2003年までこの3球団の混成チームで形成されていた。2004年オフ近鉄と阪急の後継球団、オリックス・ブルーウェーブが合併し、オリックス・バファローズとなった。南海はダイエーに身売りし、現在福岡ソフトバンクホークスになっており、近鉄も球団経営から現在は撤退している。

2005年に発売されたプレイステーション2用ソフト『ベースボールライブ2005』では架空チーム作成用のデータ（チーム名、ロゴマーク、ユニフォーム）として、ナムコスターズ・フーズフーズ・レイルウェイズの3チームが復活している。
2007年に発売されたニンテンドーDS用ソフト『ファミスタDS』ではファミスタ’87以来20年ぶりにレイルウェイズ、フーズフーズが復活した（これらのチームとは別に12球団は全部収録されている）。なお、レイルウェイズは元ネタとなった3球団が合併・買収等で消滅しているので、2007年当時に鉄道会社が親会社であった西武ライオンズと阪神タイガースの合併チームとなっている。
2017年（平成29年）に発売される予定のニンテンドー3DS用ソフト『ファミスタ クライマックス』では家庭用ファミスタシリーズでは初となる日本プロ野球名球会（GPC）OB選手のほか、ゲームでは史上初となる日本女子プロ野球機構（JWBL）の選手が実名で登場し、さらに球団マスコットを選手として使用することができる。
当初はチーム名は頭文字が共通の架空名（ジャイアンツ→ガイアンツなど）だったが、選手は「おちあい」「ほ゜んせ」など、ひらがな4文字（濁点・半濁点はそれだけで1文字とみなす）の範囲で実在選手の名前（主に名字）が使用されていた。しかし日本野球機構や日本プロ野球選手会などに許可を得ずに選手名を使用することが問題視され、'88年版から1992年発売の『スーパーファミスタ』で正式に球団名と選手名の許可を得るまでは「くわわ」「きよすく」「おみあい」、「ぽんち」など微妙に選手名が変えられていた。ちなみに「ぱんち」（オリックス・佐藤和弘）など有名なニックネームをもっていた選手はニックネームで登録されていたものが、後に登録名として現実に登場した。
'92年度版には1985年の阪神タイガースのデータが入ったダイナマイツ（Dyチーム）やV9時代の読売ジャイアンツのデータが入ったビクトリーズ（Vチーム）が存在した（パッケージには、Tチーム・GチームのOBチームという旨の記述がなされている）。
初代ファミスタに登録されていた選手（モデルとなった実在選手）で一番長く現役だったのが工藤公康（無所属状態の2011年オフに引退）。初代発売当時新人王となった清原和博は、現役を引退した2008年までの間、実在選手の登場しない一部を除く全作品に登場している。
なお、初代ファミスタにはGチーム（ガイアンツ）の代打として当時引退済みのはずの「王貞治」（発売当時は同球団の監督であった）が「おう」として登録されている。また、Sチーム（スパローズ）にも引退していた「やすだ」（安田猛。1981年引退）が登録されている。

### キャラクターモデル
ソフトのパッケージのグラフィックでは「ファミスタくん」と呼ばれるナムコスターズの選手キャラクターが、マウンドに立っていたり、選手全員で整列しているが、ゲーム中はそのような選手達が登場せず、通常は丸みを帯びたやや太目の三頭身キャラクター通称「野球くん」が第1作目からおなじみのゲーム操作キャラクターとなっている。このキャラクターは初代の開発者・岸本好弘をモデルにしているといわれる。『ファミスタ'93』（1992年12月発売）では若干細長くなったが、すぐにもとの三頭身キャラに戻った。
しかし、1996年（平成8年）7月発売の『ワールドスタジアムEX』より従来のファミスタとの差別化を図るために、再び四頭身に近い大きさに改められ、以降「ファミリースタジアム」「ファミスタ」と称さない作品は概ねこれが基本スタイルとなった。
ただし、2003年（平成15年）5月発売の『ファミリースタジアム2003』はワースタEXに近いキャラを採用したほか、2011年3月発売の『プロ野球 ファミスタ2011』でもオーダー時の選手が実写で採用されるなど、作品によっては若干異なるキャラクターを採用している。『リターンズ』以降は再び四頭身型のグラフィックに戻った。

### ナムコスポーツ
シリーズの多くの作品で架空のスポーツ新聞として『ナムコスポーツ』（当初は『ナムコットスポーツ』。作品によって名前が異なる）が発行されており、プレイヤーによって行われた試合の結果が告知されている。詳しくは同項目を参照。

## 作品一覧

### 『ファミスタ』『ファミリースタジアム』作品

#### 家庭用ゲーム機作品
ファミリーコンピュータ
ファミリーコンピュータのシリーズ作品ゲームとしては最多となる9本を記録する。
- プロ野球ファミリースタジアム - 1986年（昭和61年）12月10日
- プロ野球ファミリースタジアム'87 - 1987年（昭和62年）12月22日

パッケージは前作のものに「87年度版!」と書かれたラベルが貼られただけのもの。タイトル表記は『プロ野球ファミリースタジアム'87年度版』またはパッケージになぞらえて『プロ野球ファミリースタジアム87年度版!』とされる場合もある。ゲーム内容では前作の打者有利から投手有利になるような仕様変更が行われた。メジャーリーガーズ初登場。
- プロ野球ファミリースタジアム'88 - 1988年（昭和63年）12月20日

パッケージ上のタイトルロゴでは『プロ野球ファミリースタジアム'88年度版』と表記。本作よりシステム面においてシリーズ初の大幅な改修が施され、チームエディット機能の搭載でオリジナルチームを作成可能になったり、攻撃面では好調選手やラッキー7、守備面ではジャンプやエラーが導入された。この他にも球場を複数から選択やスポーツニュースなど様々な新要素を導入。チームもフーズフーズやレイルウェイズの混成チーム状態が解消され、発売当時の実在日本プロ野球全12チームに相当するチームが出揃う。また、本作より選手名を実名をもじったものへと変更された。※例 「きよはら → きよすく」
- ファミスタ'89 開幕版!! - 1989年（平成元年）7月28日

一部資料ではタイトル表記が大きく異なっており、ゲームソフトのデータを収録した書籍『大技林』→『広技苑』シリーズで掲載される際は『プロ野球ファミリースタジアム'89・開幕版』、ファミコンソフトのデータを収録した書籍『ファミリーコンピュータ 1983-1994』では『プロ野球 ファミリースタジアム'89 開幕版!!』、シリーズ公式サイト『ファミスタウェブ』で本作パッケージイラストを紹介する際は『プロ野球 ファミリースタジアム 89開幕版』と表記している。当時ナムコと任天堂の間でライセンス契約の更新がこじれ最悪決裂する恐れがあったため、7月末の契約終了（最終的には紆余曲折があったものの契約更新）間際に駆け込み的に発売されたもの。「開幕版」というタイトルどおり選手データは前年の成績参照、ルーキーや助っ人などの新入団選手は"予想データ"であった。
- ファミスタ'90 - 1989年12月19日

7月に上記の『ファミスタ'89 開幕版!!』が既に発売されていたため、この作品以降ファミコン版はその年の12月に翌年度の西暦下2桁がタイトルに入る形で発売されるようになる。バッテリーバックアップによって成績を記録可能な最大6チームによるリーグ戦モードを搭載。また、家庭用版ではこの作品よりゲーム中のBGMが変更されている。
- ファミスタ'91 - 1990年12月21日
- ファミスタ'92 - 1991年12月10日
- ファミスタ'93 - 1992年12月22日

ファミコン版で実名化された最初の作品。
- ファミスタ'94 - 1993年12月1日

ファミコン版最終作。ファミコン最後の野球ゲームでもある。
ゲームボーイ
- ファミスタ - 1990年9月14日
- ファミスタ2 - 1992年7月30日
- ファミスタ3 - 1993年10月29日
- ファミスタ4 （ナムコギャラリー Vol.2に収録）- 1996年（平成8年）11月29日

スーパーファミコン
- スーパーファミスタ - 1992年3月27日

本作より日本野球機構（NPB）公認による実名球団・選手の使用が開始される。
- スーパーファミスタ2 - 1993年3月12日
- スーパーファミスタ3 - 1994年3月4日
- スーパーファミスタ4 - 1995年3月3日

初の3Dによる投球の高低差が導入され、フォークボールが打てるようになった。また、本作と『スーパー〜5』のみ著作権表記の年度部分が発売前年になっている。
- スーパーファミスタ5 - 1996年（平成8年）2月29日

引き続き、前作の高低差を導入。
NINTENDO64
- ファミスタ64 - 1997年11月28日

ナムコが日本で発売した唯一のNINTENDO64専用ソフト。
ゲームボーイアドバンス
- ファミスタアドバンス - 2002年（平成14年）6月28日

ニンテンドーゲームキューブ
- ファミリースタジアム2003 - 2003年（平成15年）5月30日

家庭用版では『スーパー…5』以来の高低差が取り入れられた。
Wii
- プロ野球 ファミリースタジアム - 2008年5月1日

NBGIがWii用スポーツゲームソフトとして投入した「スポーツわいわい」シリーズ（ファミリースキーとファミリージョッキー、ファミリートレーナー）の一つでもある。
ナムコスターズがバンダイナムコスターズと改称したことに伴い、バンダイ製品出身の選手が参加した。
ニンテンドーDS
- プロ野球 ファミスタDS - 2007年11月15日
- プロ野球 ファミスタDS2009 - 2009年4月2日
- プロ野球 ファミスタDS2010 - 2010年3月25日

ニンテンドー3DS
- プロ野球 ファミスタ2011 - 2011年3月31日

携帯ゲーム機版作品では、初めて3D視点を採用。
- プロ野球 ファミスタ リターンズ - 2015年10月8日

この作品で初めて、ナムコスターズのピノに声が付く。
- プロ野球 ファミスタ クライマックス - 2017年（平成29年）4月20日

ファミスタシリーズ30周年記念作品
Nintendo Switch
- プロ野球 ファミスタ エボリューション - 2018年8月2日
- プロ野球 ファミスタ 2020 - 2020年9月17日

プレイステーション2
- ファミスタ2006（プロ野球 熱スタ2006に収録） - 2006年（平成18年）4月6日

ファミスタ発売20周年企画として搭載。正式名称“ファミスタモード”。
- ファミスタ2007（プロ野球 熱スタ2007に収録） - 2007年4月5日

同じく“ファミスタモード”として搭載。

#### 非家庭用ゲーム機作品

##### アーケード（任天堂VS.システム）
- プロ野球ファミリースタジアム - 1986年12月

任天堂VS.システム版として稼働開始された、初代ファミスタの移植版。
- プロ野球ファミリースタジアム'87 - 1987年（昭和62年）12月
- プロ野球ファミリースタジアム'88 - 1988年（昭和63年）12月

##### パソコン
PC-88VA（発売元はすべてゲームアーツ）
※詳細は、プロ野球ファミリースタジアム (ゲームアーツ)を参照。
- プロ野球ファミリースタジアム ペナントレース版 - 1988年12月2日
- プロ野球ファミリースタジアム'89年度ペナントレース版 - 1989年10月27日

MSX2（開発元はすべてコンパイル）
※詳細は、プロ野球ファミリースタジアム (MSX2)を参照。
- プロ野球ファミリースタジアム ホームランコンテスト - 1989年4月28日
- プロ野球ファミリースタジアム ペナントレース - 1989年11月22日

FM-TOWNS（発売元はゲームアーツ）
※詳細は、プロ野球ファミリースタジアム (ゲームアーツ)を参照。
- プロ野球ファミリースタジアム'90年度ペナントレース版 - 1990年（平成2年）9月28日

###### オンラインゲーム
- プロ野球 ファミスタオンライン - 2006年（平成18年）8月15日から9月11日までハンゲーム内でプレオープンテスト。同年10月12日正式オープンサービス開始。2014年（平成26年）2月28日サービス終了[12]。
  - プロ野球 ファミスタオンライン2 - 2007年6月28日サービス開始。
  - プロ野球 ファミスタオンライン3 - 2008年6月26日サービス開始。
  - プロ野球 ファミスタオンライン2010 - 2010年3月4日サービス開始。
  - プロ野球 ファミスタオンライン2011 - 2011年3月3日サービス開始。
  - プロ野球 ファミスタオンライン2012 - 2012年3月8日サービス開始。
  - プロ野球 ファミスタオンライン2013 - 2013年3月7日サービス開始。2014年（平成26年）2月28日を以ってサービス終了。プロ野球ファミスタオンラインの最終シーズンとなった。
- ファミスタオンライン ブラウザリーグ - 2011年6月9日サービス開始。オンラインとデータ連動あり。

※以下、パチンコゲーム。
- - ぱちんこファミスタオンライン - 2010年12月15日、パチンコDXでサービス開始。
  - ぱちすろファミスタオンライン - 2010年12月15日、パチスロDXでサービス開始。

##### LCDゲーム
- ファミスタ'91 - 1991年（発売元はバリエ）

シリーズ唯一のLCDゲーム版作品。タイトルはFC版と同じだが、ロゴの「1」の表記はFC版のロゴとは違い、横棒が入った字体（書体）となった。また、パッケージイラストは『ファミスタ'90』のものを流用した。

##### メダルゲーム
- ファミスタグランドスラム - 1998年

モニター付で、家庭用版のファミスタと同じような映像が流れるメダルゲーム。一部ゲームセンターなどで稼動した。

##### 携帯電話アプリ

###### Yahoo!ケータイ
- ファミリースタジアム - 2002年（平成14年）8月1日
- ファミスタワイヤレス - 2009年10月2日

###### EZweb
- ファミリースタジアム - 2002年（平成14年）
- ファミスタモバイル2005 - 2005年7月21日
- ファミスタモバイル2006 - 2006年（平成18年）4月6日
- ファミスタモバイル07 - 2007年7月19日
- ファミスタワイヤレス - 2011年5月7日

###### i-mode
- ファミリースタジアム - 2002年（平成14年）11月28日
- ファミスタモバイル2004 - 2004年7月20日
  - ファミスタホームラン競争 - 2004年7月20日
- ファミスタモバイル2005 - 2005年4月1日
- ファミスタモバイル2006 - 2006年（平成18年）4月3日
- ファミスタクラシック - 2006年（平成18年）12月8日

ファミスタシリーズ20周年記念アプリ。歴代のナムコスターズのデータが収録されている。
- ファミスタモバイル07 - 2007年4月1日

2007年度版。本作より実在球団に所属する全選手を試合に登録できるようになった。
- 育成くんリーグ - 2007年4月1日
- ファミスタワイヤレス - 2010年2月2日

ミニアプリ
※いずれも2007年4月1日のリニューアルに伴い、配信終了。
- ファミスタ野球くん占い
- ファミスタ育成くん - 2004年9月10日 ※オリジナル選手を作成するゲーム。育成くんで選手を成長させるために次のミニゲームでポイントを稼ぐ。
  - ファミスタホームラン競争DX - 2004年9月10日
  - ファミスタブロック崩しDX - 2005年1月31日
  - ファミスタピッチングスター - 2005年3月10日
  - ファミスタダイヤモンドフラッグ - 2005年6月2日
  - ファミスタレーザービーム
  - ファミスタリリーフカー
  - ファミスタ応援団
  - ファミスタコーチャーの達人
  - ファミスタ記録帳
  - ファミスタグランドキーパー

##### ソーシャルゲーム
特に注釈のないものは、いずれもmobage、ハンゲ.jpで提供。
- ファミスタ.熱闘 - 2010年（平成22年）4月22日サービス開始。2011年（平成23年）6月サービス終了。
- ファミスタ.熱闘 君とナイン - 2010年（平成22年）10月30日サービス開始。2015年（平成27年）3月25日サービス終了。
- プロ野球ファミスタ マスターオーナーズ - 2019年（平成31年）2月28日サービス開始。2020年（令和2年）8月31日サービス終了。enzaで提供されるスマートフォン向けブラウザゲーム。

##### androidアプリ
- ファミスタタタタッチ - 2012年（平成24年）3月23日サービス開始。

##### スマートフォンアプリ
- ファミスタドリームマッチ - 2014年（平成26年）11月10日サービス開始。iOS/androidの両方で配信されていた。

##### ゲームブック
双葉社から冒険ゲームブックシリーズとして5作品が発売されている。
ファミコン冒険ゲームブック
- プロ野球ファミリースタジアム ナムコスターズの挑戦
- プロ野球ファミリースタジアム2 風雲オールスター戦
- プロ野球ファミリースタジアム3 WE ARE THE CHAMPION!
- ファミスタ'90 WE ARE THE WORLD

ゲームボーイ冒険ゲームブック
- ファミスタ 虹の逆転アーチ - 1990年（平成2年）10月12日

##### パチスロ
メーカーはユニバーサル系。
- SLOTファミリースタジアム - 2018年8月発売。実機としては初のパチスロ作品。「ファミスロ」シリーズ第2弾。
- ファミスタ回胴版!! - 2023年9月販売。6.5号機。

#### パチンコ
- Pハネモノ ファミリースタジアム - 2025年1月発売。

### 別タイトル作品

#### アーケードゲーム
- プロ野球ワールドスタジアム - 1988年3月
- プロ野球ワールドスタジアム'89開幕版 - 1989年7月
- プロ野球ワールドスタジアム'90 - 1990年7月
- SUPERワールドスタジアム - 1991年9月
- SUPERワールドスタジアム'92 - 1992年6月
- SUPERワールドスタジアム'92激闘版 - 1992年9月
- SUPERワールドスタジアム'93激闘版 - 1993年6月
- グレートスラッガーズ NEWワールドスタジアム - 1993年11月
- グレートスラッガーズ'94 - 1994年7月
- SUPERワールドスタジアム'95 - 1995年7月
- SUPERワールドスタジアム'96激闘版 - 1996年（平成8年）6月
- SUPERワールドスタジアム'97 - 1997年9月
- SUPERワールドスタジアム'98 - 1998年6月
- SUPERワールドスタジアム1999 - 1999年5月
- SUPERワールドスタジアム2000 - 2000年3月下旬
- SUPERワールドスタジアム2001 - 2001年4月下旬

翌年『熱チュー!プロ野球2002』がプレイステーション2に先駆けて発売されたため、この作品を最後にアーケード版は出ていない。

#### PCエンジン
- プロ野球ワールドスタジアム - 1988年5月20日
- プロ野球ワールドスタジアム'91 - 1991年3月21日

様式としてはこの2作はチーム数及びデータ内容以外に大きな変更点は無く、当時のファミスタ（ファミコン版及び他機種移植版）ではすでに搭載されていた打順変更機能や球場選択機能は『'91』には搭載されていない。『'91』では1つしか無い球場を開閉式ドーム球場にする、トルネード投法やマサカリ投法を再現するなどの差別化が図られた。

#### ゲームギア
- ギアスタジアム - 1991年4月5日
- ギアスタジアム平成版 - 1995年10月20日

前作のマイナーチェンジ版（1995年シーズン中のNPBのデータを実名で収録）。家庭用ゲーム機で展開していた「ナムコット（namcot）」ブランド最後の作品である。

#### プレイステーション
- ワールドスタジアムEX - 1996年（平成8年）7月26日
- ワールドスタジアム2 - 1998年4月29日

同日に発売された周辺機器・ブラックネジコン対応ソフト。1997年オフに起きたプロ野球選手の脱税問題の影響で当事者となった一部選手（小久保裕紀、宮本慎也、波留敏夫など）は登場していない。
- ワールドスタジアム3 - 1999年4月8日

本作はシリーズ初のDUALSHOCK対応となり、ボールがバットに当たる瞬間を振動で表現している。バットのどこでボールを打ったかの違いを体感することが可能になった。前作より登場している国盗リーグモードも健在だが、本作は幕末が舞台となっている。
- ワールドスタジアム4 - 2000年3月23日
- ワールドスタジアム5 - 2001年5月10日

#### ワンダースワン
※発売元はすべてバンダイ。
- ワンダースタジアム - 1999年3月11日

基本的に1998年度シーズン終了時のデータを使用。
- ワンダースタジアム'99 - 1999年9月30日

基本的に1999年度シーズン開幕後のデータを使用。

#### パソコン（X68000）
※発売元はエス・ピー・エス。
- プロ野球ワールドスタジアム - 1990年12月

## 開発チーム
初代をはじめ、ファミコン版では多くの作品で「PICCARI」「ぴつかり」「ピッカリ」の入った開発チーム名をクレジットしていた。初代・'93は「PICCARI PRO」。'87は「PICCARI GAMES」。'88-89は「やぐち ぴつかりいず」'92は「PICCARI TEAM」と明記されていた。ファミコン版以外では、PCE版1作目は「ピッカリドームのグランドキーパーズ」、PCE版'91やスーパーファミスタは先述の「PICCARI PRO」をそれぞれクレジットしていた。チーム名とともに、電球を描いたシンボルマークなどを表示する場合もあった。「PICCARI」を冠したチーム名以外では、『スーパーファミスタ3』のエンディングで「パースタ3チーム」の名義をクレジットした。
また、「PICCARI」を冠した開発チーム名はファミスタ以外の作品にもクレジットされる場合があり、『スター・ウォーズ』ではエンディングに「PICCARI GAMES」、『ファミリーテニス』ではエンディングに「PICCARI CLUB」、『プロテニス ワールドコート』ではエンディングに「ぴっかりプロ」のチーム名がそれぞれクレジットされた。

### 主な開発スタッフ
元々、ナムコ社内における開発者のプロフィールは基本的に秘密事項とされていたため、本名とは別の名義でクレジットしていた。1995年の『スーパーファミスタ4』から徐々に本名でクレジットされるようになった。
- 岸本好弘

シリーズ創始者。初代ファミスタの企画・プログラム担当であり、グラフィックも担当（「GAMEDESIGN&PROGRAM」として「KISSY」名義でクレジット）。以降もプログラムや開発チームのリーダー（チーフ）を担当。'87以降、「KISSIE」「きつしい」「きっしい」いずれかの名義でクレジットした後、スーパーファミスタ4から上記の本名をクレジットするようになる。メディアでは「ファミスタの父」として紹介される場合がある。
- HIRO

初代ファミスタのプロデューサー（「HEAD」としてクレジット）。'87でも「HEAD」としてクレジット。『スーパーファミスタ』でもプロデューサーを担当。
- HIE

初代ファミスタのグラフィック担当（「GRAPHIC」としてクレジット）。'87でも「PIXEL DESIGN」としてクレジット。
- くんちゃん

初代ファミスタのグラフィック担当の一人で、企画・プログラムも担当（クレジットなし）。その後も'92まで開発を担当。'87年度版以降「KUN」「KUNCHAN」「くんちやん」名義でクレジット。2006年（平成18年）から2007年（平成19年）までの『熱スタ』内「ファミスタモード」でもファミコン版のグラフィックなどを再現するためのアドバイスを行った。
- 中潟憲雄

初代ファミスタのサウンド担当（クレジットなし）。スコア画面のテーマ曲は、その後もアレンジされつつ、ファミコン版全作品などで使用されている。
- 小沢純子

初代AC版ワースタ以降のサウンド担当。'93のボイス担当（声の出演）。「ずんこ」「ずんちゃん」「ずん」名義でクレジット。
- 川元義徳

'92のボイス担当。『スーパーファミスタシリーズ』（1 - 3）、『ファミスタ64』サウンド担当。「KAWAGEN」「DONALD KAWAGEN」名義でもクレジット。
- 五代響

ゲームアーツ版シリーズ開発者。
- 佐々木英隆

『スーパーファミスタ』『スーパーファミスタ2』プログラム担当、『ワールドスタジアムEX』チームデータ作成、『ファミスタ64』スタッフ。「HIDEBO」名義でもクレジット。ガイドブックのインタビューに「ひでぼう」名義で登場した事もある。
- 島本昌弘

『スーパーファミスタ』を皮切りに、企画・グラフィックを担当。「SIMASIMA」「しましま」「しましま〜」名義でもクレジット。
- 中川浩二

SFC版中後期のサウンド担当。「GAKO KOJIMARO」名義のクレジットもあり。
- 石田太輔

SFC版後期・N64版の企画者。
- 堀込高樹

SFC版後期のサウンド担当。
- 塩澤敦

N64版スタッフ、オンライン版プロデューサー。
- 小野泰

初代でピッカリ球場の絵を描いていた。その後、PS版（『ワールドスタジアム2』以降）開発チーフやGC版プロデューサーを務める。
- 伴亮一

DS版・Wii版・3DS版プロデューサー。
- 森口拓真

Switch版メインプロデューサー。

## ファミスタを題材とした漫画作品
ファミスタシリーズを題材とした漫画作品も、出版物・ゲームソフト内を問わず発表された。
単行本・書籍/雑誌掲載
- わんぱっくコミックス必勝テクニック完ペキ版18 プロ野球ファミリースタジアム

1987年（昭和62年）2月25日、徳間書店から発行された漫画単行本。「わんぱっくコミックス必勝テクニック完ペキ版」シリーズの18弾で初代ファミスタの漫画版として刊行された。作画：大野克彦。
- 燃えろ!ファミスタ野郎

1993年にケイブンシャから発行された単行本『完全版ファミスタ大百科』に収録。作者：螢一。『スーパーファミスタ2』の攻略記事「勝つための10ヶ条」内に全10話掲載。
- ファミスタの星

同上。作者：山本まるみとにゃんこ党。
- 熱血野球!! ファミスタ

2009年に、ポプラ社の漫画雑誌『月刊コミックブンブン』で連載された、おぎのひとしによる作品。雑誌の廃刊で連載打ち切りとなり、単行本は発売されていない。
ゲームソフト内掲載
- ファミスタMANGA

1990年発売の『ファミスタ'91』より、裏技のテストモードの「CHR GEN」において見ることができる8コマ漫画。「エンドウ ハジメ」のクレジットあり。
- 野球くん

1993年発売の『スーパーファミスタ2』より、試合終了後に発行される架空の新聞「ナムコスポーツ（ナムコットスポーツ、日刊ナムコスポーツ）」内で発表された、開発者島本昌弘作の4コマ漫画。以降も、作中・攻略本・広報誌などで発表されている（詳細は同項目を参照）。

## 北米版

### R.B.I. BASEBALLシリーズ
北米では、1987年から1988年にかけて、アタリゲームズからアーケードゲーム（基板規格はVS.システム）で初代ファミスタのメジャーリーグベースボール（MLB）版にあたる『ATARI R.B.I, BASEBALL』を稼働開始、子会社のテンゲンからNES（ファミコンの日本国外版）用ソフト『R.B.I. BASEBALL』が発売された。以来、シリーズ化され、テンゲンがアタリゲームズに吸収された後の1995年（『SUPER R.B.I. BASEBALL'95』）まで発売された。なお、当初は初代ファミスタの移植版に近かったが、続編以降はナムコの制作から離れ、三頭身キャラが八頭身に近いキャラへ変更されるなどのアレンジがなされた。
また、日本でも1992年12月18日には、『R.B.I. BASEBALL 4』の輸入版としてメガドライブ用ソフト『R.B.I.4 ベースボール』がテンゲン日本法人から発売された。国内版の追加要素として設定で日本語表示に変更できるようになっている。
20年弱のブランクを経て、2014年の『R.B.I. BASEBALL 14』からはMLBの関連企業であるMLB Advanced Mediaより毎年発売されている。

### R.B.I.シリーズ以外
1990年は、バンダイ現地法人からゲームボーイ版『ファミスタ』のMLB版として『EXTRA BASES』が発売されたのを皮切りに、1991年には『ギアスタジアム』のMLB版『Batter UP』、1992年には『スーパーファミスタ』のMLB版として『SUPER BATTER UP』が発売された（以下、2つはナムコ現地法人から発売）。1994年には『グレートスラッガーズ'94』のMLB版『GREAT SLUGGERS'94』もリリースされた。このうち、先述2作はファミスタ同様三頭身キャラがそのまま採用されたが、『SUPER…』と『GREAT…』は八頭身に近いキャラへ差し替えられた（『GREAT…』は日本版も同じキャラだった）。